# Franck Cazalon
Pour les articles homonymes, voir Cazalon.
Franck Cazalon, né le 2 septembre 1957 à Paris, est un ancien joueur de basket-ball professionnel français. Il mesure 1,87 m et joue au poste de meneur.

## Clubs
- 1974 - 1978 :  Bagnolet (Nationale 1)

- 1978 - 1980 :  Stade français (Nationale 1)

- 1980 - 1981 :  Antibes (Nationale 1  )

- 1981 - 1982 :  Roanne (Nationale 1)

- 1982 - 1985 :  Avignon (Nationale 1)

- 1985 - 1986 :  Stade français (Nationale 1)

- 1986 - 1992 :  Avignon (N1B puis Nationale 1 puis N1B puis N2)

## Équipe nationale
- Ancien international français